# Otto Cordes
Otto Cordes (31 augustus 1905 – 24 december 1970) was een Duits waterpolospeler.
Otto Cordes nam als waterpoloër tweemaal deel aan de Olympische Spelen; in 1928 en in 1932. In 1928 maakte hij deel uit van het Duitse team dat goud wist te veroveren. Hij speelde alle drie de wedstrijden en scoorde een goal. In 1932 veroverde hij met het Duitse team zilver. Hij speelde alle vier de wedstrijden.
Max Amann · 
Karl Bähre · 
Emil Benecke · 
Johann Blank (G) ·
Otto Cordes · 
Fritz Gunst · 
Erich Rademacher (G) ·
Joachim Rademacher
Emil Benecke · 
Otto Cordes · 
Hans Eckstein · 
Fritz Gunst · 
Erich Rademacher · 
Joachim Rademacher · 
Hans Schulze · 
Heiko Schwartz